# OTO M42

## Història
Itàlia va entrar a la Segona Guerra Mundial sense cap granada antitancs de producció nacional. No fou fins al 1942 que se'n van fabricar dos models: la Breda M42 i la granada OTO M42.

## Característiques
La seva espoleta era una granada OTO M35 que anava enroscada per les seves estries externes en un mànec d'alumini connectat a la carcassa de la granada. La carcassa era una ampolla de vidre plena amb mescla incendiària per a llançaflames i gasolina, que es trencava en impactar o quan detonava la seva espoleta. El concepte va sorgir a partir de les granades improvisades fetes pels soldats, en unir una granada OTO M35 a ampolles plenes de líquids inflamables. Els soldats eren entrenats per apuntar cap a les preses d'aire del motor del tanc abans d'accionar l'espoleta i llançar-les cap aquest objectiu, perquè la mescla incendiària entrés dins del tanc.